# Iskanwaya
Iskanwaya és un jaciment arqueològic pre-inca atribuït a la cultura mollo. És en una muntanya sobre el riu Llica, a Bolívia, a 325 km al nord de la ciutat de La Paz. Iskanwaya significa 'dues cases' o 'dos ecos' i deriva del quítxua.
El lloc és considerat sagrat pels pobladors de la zona i es troba en la vora de la serralada Real, a 250 m del riu Llica, i a 1.672 msnm. El jaciment és a 11 km del poble d'Aucapata, a la província de Muñecas en el departament de La Paz.
L'antiga ciutat d'Iskanwaya comprèn dues plataformes en una àrea de 0,6 km²; en aquestes plataformes se situen més d'un centenar d'edificis dels quals només han sobreviscut 13. Els carrers del lloc estan direcció est-oest. Les construccions són de terra amb junturas de morter i fang.
Sota les cases hi havia soterranis que servien de magatzems o graners. És comú trobar enfront de cada porta d'un habitatge una pedra plana que servia per a la molta de la dacsa.
El lloc inclou terrasses de rec que encara contenen aigua corrent, l'aigua la duien des del congost de Naranjani, i els canals demostren que l'aigua es distribuïa per totes les cases d'Iskanwaya. A més dels canals, al centre d'una plaça principal s'han trobat dipòsits d'aigua.
Aquesta ciutat pre-inca s'edificà al 800 ae i estigué habitada fins al 1425 aproximadament.